# Lijst van afkortingen in het onderwijs
Dit is een lijst van afkortingen in het onderwijs.

## A
| Afkorting | Betekenis(sen)                                                                                             |
| --------- | --- |
| AAO       | aanvullende academische opleiding                                                                          |
| AB        | ambulante begeleiding                                                                                      |
| ACTB      | Advies Commissie Toelating en Begeleiding                                                                  |
| ADHD      | attention deficit hyperactivity disorder                                                                   |
| adm.      | administratie                                                                                              |
| afd.      | afdeling                                                                                                   |
| aio       | assistent in opleiding                                                                                     |
| ak.       | aardrijkskunde                                                                                             |
| alg.      | algemeen                                                                                                   |
| AMC       | Algemene Muzikale Cultuur                                                                                  |
| AMV       | Algemene Muzikale Vorming                                                                                  |
| AN        | Algemeen Nederlands, maar officieel Standaardnederlands (het vroegere Algemeen Beschaafd Nederlands (ABN)) |
| ANIOS     | Arts niet in opleiding tot specialist                                                                      |
| ANSI      | American National Standards Institute                                                                      |
| AOB       | Adviesbureau opleiding en beroep                                                                           |
| AOb       | Algemene Onderwijsbond                                                                                     |
| AOc       | Agrarisch Opleidingscentrum                                                                                |
| AKA       | Arbeidsmarkt Kwalificerende Assistentenopleiding                                                           |
| apcg      | armoedeprobleemcumulatiegebied                                                                             |
| apk.      | Aanpassingsklas                                                                                            |
| aps.      | Algemeen pedagogisch studiecentrum                                                                         |
| ARA       | Algemeen Rijksarchief                                                                                      |
| ARIE      | Aanvullend risico-inventarisatie en -evaluatie                                                             |
| aso       | algemeen secundair onderwijs                                                                               |
| ASM       | Algemene salarismaatregel                                                                                  |
| ASPV      | Algemene, Sociale en Persoonlijkheidsvorming (ASPV-leerkracht)                                             |
| AV        | Algemene Voorschriften                                                                                     |
| avo       | algemeen vormend onderwijs                                                                                 |

## B
| Afkorting | Betekenis(sen)                              |
| --------- | ------------------------------------------- |
| BA        | Baccalaureus Artium                         |
| ba-ma     | bachelor-master                             |
| banaba    | bachelor na bachelor                        |
| bapo      | Bevordering arbeidsparticipatie ouderen     |
| bavo      | basisvorming                                |
| bb        | basisberoep(sgericht)                       |
| BBA       | Bachelor of Business Administration         |
| bbb       | Beter Bestuurlijk Beleid                    |
| bbl       | beroepsbegeleidende leerweg                 |
| bnp       | bruto binnenlands product                   |
| bc.       | baccalaureus                                |
| BEd       | Baccalaureus Educationis                    |
| BEng      | Bachelor of Engineering                     |
| bi        | biologie                                    |
| bgvg      | Bedrijfsgebonden Verzuimbegeleiding         |
| bijl.     | bijlage                                     |
| BIS       | Begeleid individueel studeren               |
| buko      | Buitengewoon kleuteronderwijs               |
| BLL       | Legum Baccalaureus                          |
| bulo      | buitengewoon lager onderwijs                |
| bo        | basisonderwijs, bijzonder onderwijs         |
| boa       | buitengewoon opsporingsambtenaar            |
| bol       | beroepsopleidende leerweg                   |
| BON       | Beter Onderwijs Nederland                   |
| BoVO      | Basisonderwijs Voortgezet Onderwijs         |
| BPO       | Begeleider passend onderwijs                |
| bpv       | Beroepspraktijkvorming (in het mbo en vmbo) |
| BSc       | Baccalaureus Scientiae                      |
| bso       | beroepssecundair onderwijs                  |
| BTK       | Bijzonder Tijdelijk Kader                   |
| buo       | buitengewoon onderwijs                      |
| buso      | buitengewoon secundair onderwijs            |
| bevo      | beeldende vorming                           |
| bve       | beroepsonderwijs en volwasseneneducatie     |
| bvl       | beroepsvoorbereidend leerjaar               |
| bwv       | bijzondere wetenschappelijke vorming        |
| bzl       | begeleid zelfstandig leren                  |

## C
| Afkorting | Betekenis(sen)                                                               |
| --------- | ---------------------------------------------------------------------------- |
| CABO      | Commissie Advies Buitengewoon Onderwijs                                      |
| cao       | collectieve arbeidsovereenkomst                                              |
| cat.      | catalogus                                                                    |
| CBR       | Centraal Bureau Rijvaardigheidsbewijzen                                      |
| CBS       | Centraal Bureau voor de Statistiek                                           |
| CCEP      | Comité consultatif d'études postales                                         |
| cdo       | Centrum voor Deeltijds Onderwijs                                             |
| centr.    | centraal                                                                     |
| CFI       | Centrale Financiën Instellingen                                              |
| c.i.      | civiel ingenieur                                                             |
| cito      | Centraal Instituut voor Toetsontwikkeling                                    |
| CIUF      | Conseil interuniversitaire de la Communauté française                        |
| ckv       | Culturele en kunstzinnige vorming                                            |
| c.l.      | cum laude (met lof)                                                          |
| CLB       | Centrum voor Leerlingenbegeleiding                                           |
| CLIL      | "Content and Language Integrated Learning", een vorm van tweetalig onderwijs |
| CM        | Cultuur & Maatschappij                                                       |
| CNV       | Christelijk Nationaal Vakverbond                                             |
| colo      | Centraal Orgaan van Landelijke Opleidingsorganen (bedrijfsleven)             |
| COO       | Commissie voor Openbare Onderstand, voorloper van OCMW                       |
| cpb       | Centraal Planbureau                                                          |
| CROHO     | Centraal Register Opleidingen Hoger Onderwijs (Nederland)                    |
| CSg       | Christelijke Scholengemeenschap                                              |
| cvb       | College van bestuur (Nederland)                                              |
| cvo       | Centrum Volwassenenonderwijs                                                 |
| CVS       | Chronischevermoeidheidssyndroom                                              |
| CWI       | Centrum voor Werk en Inkomen                                                 |

## D
| Afkorting | Betekenis(sen)                       |
| --------- | ------------------------------------ |
| db        | Dagelijks Bestuur                    |
| dbso      | deeltijds beroepssecundair onderwijs |
| Dep(t)    | departement                          |
| dg.       | doopsgezind                          |
| dir.      | directeur                            |
| dra.      | doctoranda                           |
| drs.      | doctorandus                          |
| Dr.       | doctor                               |
| dr        | drama                                |
| ds.       | dominee                              |
| dvo       | Dienst voor onderwijsontwikkeling    |

## E
| Afkorting   | Betekenis(sen)                                                                        |
| ----------- | ------------------------------------------------------------------------------------- |
| EAJ         | Experimentele Arbeidsplaatsen Jeugdigen                                               |
| ebb         | Enquête Beroepsbevolking                                                              |
| ecabo       | economisch en administratief beroeps onderwijs                                        |
| ECTS        | European Credit Transfer System (een systeem van studiepunten in het Hoger onderwijs) |
| EER         | Europese Economische Ruimte                                                           |
| EDO         | Educatie voor duurzame ontwikkeling                                                   |
| EFTA        | European Free Trade Association (Europese Vrijhandelsassociatie)                      |
| EgO         | Ervaringsgericht onderwijs                                                            |
| ehbo        | Eerste hulp bij Ongelukken                                                            |
| EHOKT       | Economisch Hoger Onderwijs Korte Type                                                 |
| elo         | elektronische leeromgeving                                                            |
| EM          | Economie & Maatschappij                                                               |
| EMS         | Europees Monetair Stelsel                                                             |
| EMU         | Economische en Monetaire Unie                                                         |
| EQUIS       | European Quality Improvement System, voor het hoger onderwijs                         |
| Erasmus     | European Community Action Scheme for the Mobility of University Students              |
| EU          | Europese Unie                                                                         |
| EU-15/EU-25 | De vijftien respectievelijk 25 EU-landen                                              |
| EUR         | Erasmus Universiteit Rotterdam/euro                                                   |
| eurostat    | het Europees Statistiekenbureau                                                       |
| EVA         | Europese Vrijhandelsassociatie                                                        |
| EVV         | Europees Verbond van Vakverenigingen                                                  |

## F
| Afkorting | Betekenis(sen)                  |
| --------- | ------------------------------- |
| flo       | functioneel leeftijdsontslag    |
| FNV       | Federatie Nederlands Vakverbond |
| FPU       | Flexibel Pensioen en Uittreden  |
| fte       | fulltime equivalent             |

## G
| Afkorting | Betekenis(sen)                                                                                       |
| --------- | --- |
| gab       | Gewestelijk Arbeidsbureau                                                                            |
| GAF       | Global Assessment of Functioning (een test voor psychisch en sociaal functioneren in de psychiatrie) |
| gak       | Gemeenschappelijk Administratiekantoor                                                               |
| G.G.      | gouverneur-generaal                                                                                  |
| GGD       | Gemeentelijke gezondheidsdienst                                                                      |
| gip       | Geïntegreerde proef                                                                                  |
| GIT       | Groninger Intelligentietest                                                                          |
| gl        | gemengde leerweg                                                                                     |
| glo       | Gewoon Lager Onderwijs                                                                               |
| gmr       | Gemeenschappelijke Medezeggenschapsraad                                                              |
| GND       | Groot Nederlands Dictee                                                                              |
| gk        | gelijke onderwijskansen(-beleid)                                                                     |
| gon       | geïntegreerd onderwijs                                                                               |
| GPB       | Getuigschrift Pedagogische Bekwaamheid                                                               |
| gvo       | gezondheidsvoorlichting en -opvoeding                                                                |
| gym       | gymnasium; gymnastiek                                                                                |

## H
| Afkorting | Betekenis(sen) |
| --------- | --- |
| havo      | hoger algemeen voortgezet onderwijs                                                                                             |
| hbo       | hoger beroepsonderwijs |
| HBO5      | hoger beroepsonderwijs (België)                                                                                                 |
| hbs       | hogereburgerschool |
| heao      | hoger economisch en administratief onderwijs                                                                                    |
| hiva      | nog gehanteerd letterwoord voor het Onderzoeksinstituut voor Arbeid en Samenleving, het vroegere hoger instituut voor de arbeid |
| HLO       | Hoger Laboratorium Onderwijs |
| HO        | hoger onderwijs |
| hobu      | Hoger onderwijs buiten de universiteit                                                                                          |
| HO GENT   | Hogeschool Gent |
| hosp      | hoger onderwijs sociale promotie                                                                                                |
| howest    | Hogeschool West-Vlaanderen |
| HHs       | De Haagse Hogeschool |
| hsp       | Hoogsensitief persoon (van highly sensitive person)                                                                             |
| HTI       | Herman Teirlinck Instituut |
| hts       | hogere technische school |

## I
| Afkorting | Betekenis(sen)                                                                            |
| --------- | ----------------------------------------------------------------------------------------- |
| ICT       | informatie- en communicatietechnologie                                                    |
| ID-bewijs | Identiteitsbewijs                                                                         |
| IEA       | International Association for the Evaluation of Educational Achievement                   |
| ing.      | niet-universitair geschoold ingenieur in Nederland; Industrieel ingenieur in Vlaanderen   |
| IOn       | Inclusief onderwijs                                                                       |
| IPTO      | Integrale Personeelstellingen Onderwijs                                                   |
| ir.       | universitair ingenieur in Nederland; Burgerlijk ingenieur in Vlaanderen                   |
| ISC       | InternettenSamenwerkingsCel op het Vlaamse departement Onderwijs                          |
| ISCED     | International Standard Classification of Education                                        |
| ISO       | International Organization for Standardization                                            |
| IT        | informatietechnologie                                                                     |
| ITG       | Instituut voor Tropische Geneeskunde, Antwerpen                                           |
| ITO       | Individueel Technisch Onderwijs                                                           |
| IWO       | Instituut voor Wetenschappelijk Onderwijs                                                 |
| IWT       | Instituut voor de aanmoediging van Innovatie door Wetenschap en Technologie in Vlaanderen |

## J
| Afkorting | Betekenis(sen)          |
| --------- | ----------------------- |
| JAC       | Jongeren Advies Centrum |
| JCU       | Junior College Utrecht  |
| JD        | Juridische Dienst       |

## K
| Afkorting | Betekenis(sen)                                                                  |
| --------- | ------------------------------------------------------------------------------- |
| Kadoc     | Katholiek Documentatie- en Onderzoek Centrum (Leuven)                           |
| KASK      | Koninklijke Academie voor Schone Kunsten                                        |
| KATHO     | Katholieke Hogeschool Zuid-West-Vlaanderen                                      |
| KB        | kaderberoepsgerichte leerweg                                                    |
| kcv       | klassieke culturele vorming                                                     |
| KHBO      | Katholieke Hogeschool Brugge-Oostende                                           |
| KHLim     | Katholieke Hogeschool Limburg                                                   |
| KIvI      | Koninklijk Instituut van Ingenieurs                                             |
| KMA       | Koninklijke Militaire Academie                                                  |
| KMS       | Koninklijke Militaire School (Nederland), Koninklijke Militaire School (België) |
| KOPP      | Kinderen van ouders met psychiatrische problemen                                |
| kso       | kunstsecundair onderwijs                                                        |
| KUB       | Katholieke Universiteit Brabant, Katholieke Universiteit Brussel                |
| KU Leuven | Katholieke Universiteit Leuven                                                  |
| Kulak     | Katholieke Universiteit Leuven Afdeling Kortrijk                                |
| kvot      | kunst, vorming, overdragen en techniek                                          |

## L
| Afkorting | Betekenis(sen)                                                  |
| --------- | --------------------------------------------------------------- |
| lab.      | laboratorium                                                    |
| LAKS      | Landelijk Aktie Komitee Scholieren                              |
| LAS       | Leerling Administratie Systeem                                  |
| lavo      | lager algemeen voortgezet onderwijs                             |
| LB        | Levens Beschouwing                                              |
| lbo       | lager beroepsonderwijs                                          |
| lco       | lager commercieel onderwijs                                     |
| leao      | lager economisch en administratief onderwijs                    |
| LEI       | Universiteit Leiden                                             |
| LERU      | League of European Research Universities                        |
| lgf       | leerlinggebonden financiering                                   |
| lhno      | lager huishouds- en nijverheidsonderwijs (huishoudschool)       |
| lic.      | licentiaat                                                      |
| lio       | leraar in opleiding                                             |
| LLB       | Legum Baccalaureus                                              |
| LLL       | Levenslang leren (voor het pedagogenjargon: Life long learning) |
| LLM       | Legum Magister; Master of Laws                                  |
| llt       | lager land- en tuinbouwonderwijs                                |
| LNV       | Ministerie van Landbouw, Natuur en Voedselkwaliteit             |
| lo        | lager onderwijs; lichamelijke opvoeding                         |
| lom       | leer- en opvoedingsmoeilijkheden                                |
| LOOA      | Limburgs overlegplatform Onderwijs-Arbeid                       |
| LPA       | Leerplichtambtenaar                                             |
| lts       | lagere technische school                                        |
| lvs       | leerlingvolgsysteem                                             |
| lwoo      | leerwegondersteunend onderwijs                                  |

## M
| Afkorting | Betekenis(sen)                                           |
| --------- | -------------------------------------------------------- |
| MA        | Magister Artium                                          |
| MANAMA    | master na master                                         |
| MaVo      | Maatschappelijke vorming                                 |
| mavo      | middelbaar algemeen voortgezet onderwijs                 |
| MBA       | Master of Business Administration                        |
| mba       | Moderne Bedrijfsadministratie                            |
| mbo       | middelbaar beroepsonderwijs                              |
| MC        | multiple choice                                          |
| mco       | middelbaar commercieel onderwijs                         |
| MD        | Medicinæ Doctor                                          |
| mdgo      | middelbaar dienstverlenings- en gezondheidszorgonderwijs |
| meao      | middelbaar economisch en administratief onderwijs        |
| MEd       | Magister Educationis                                     |
| MLO       | Middelbaar Laboratorium Onderwijs                        |
| mms       | middelbare meisjesschool                                 |
| MPhil     | Magister Philosophiae                                    |
| mr.       | meester (in de rechten)                                  |
| mr        | Medezeggenschapsraad                                     |
| MSc       | Master of Science                                        |
| MSOG      | Meetkundige - schatter van onroerende goederen           |
| MTRO      | middelbaar toeristisch en recreatief onderwijs           |
| Mts       | maatschap                                                |
| mts       | middelbare technische school                             |
| mulo      | meer uitgebreid lager onderwijs                          |

## N
| Afkorting | Betekenis(sen)                                |  | Ned | Nederlands Architectuurinstituut |
| NG        | Natuur & gezondheid                           |  |     |                                  |
| NGT       | Nederlandse Gebarentaal                       |  |     |                                  |
| NIOD      | Nederlands Instituut voor Oorlogsdocumentatie |  |     |                                  |
| NLO       | Nieuwe Lerarenopleiding                       |  |     |                                  |
| NMa       | Nederlandse Mededingingsautoriteit            |  |     |                                  |
| NME       | natuur- en milieueducatie                     |  |     |                                  |
| NOB       | Nederlands Onderwijs in het Buitenland        |  |     |                                  |
| NPP       | Norm post propedeuse                          |  |     |                                  |
| NT        | Natuur & techniek                             |  |     |                                  |
| NUHO      | Niet-Universitair Hoger Onderwijs             |  |     |                                  |

## O
| Afkorting | Betekenis(sen)                                            |
| --------- | --------------------------------------------------------- |
| OBP       | Ondersteunend en beheerspersoneel                         |
| OCMW      | Openbaar Centrum voor Maatschappelijk Welzijn             |
| OCW       | Ministerie van Onderwijs, Cultuur en Wetenschap           |
| OESO      | Organisatie voor Economische Samenwerking en Ontwikkeling |
| oio       | Onderzoeker in opleiding                                  |
| OLP       | onderwijsleerpakket                                       |
| O.L.S.    | openbare lagere school                                    |
| OOO       | objectgeoriënteerd onderwijs                              |
| OR        | Ouderraad                                                 |
| OSG       | openbare scholengemeenschap                               |
| OV        | opleidingsvorm (zie Buitengewoon onderwijs)               |

## P
| Afkorting    | Betekenis(sen)                                                             |
| ------------ | -------------------------------------------------------------------------- |
| PAB          | persoonlijke-assistentiebudget                                             |
| pabo         | pedagogische academie voor het basisonderwijs                              |
| PAV          | Project Algemene Vakken in het BSO                                         |
| PDB          | Praktijkdiploma Boekhouden                                                 |
| PDI          | Praktijkdiploma Informatica                                                |
| penn.        | penningmeester                                                             |
| PGGM         | Pensioenfonds voor de Gezondheid, Geestelijke en Maatschappelijke belangen |
| PhD          | Philosophiæ Doctor                                                         |
| PHL          | Provinciale Hogeschool Limburg                                             |
| PIH          | Provinciale Industriële Hogeschool (Kortrijk)                              |
| PISA         | Programme for international Student Assessment                             |
| PMT en PMT-k | Prestatiemotivatietest (-voor kinderen) van H. Hermans                     |
| PO           | praktische opdracht                                                        |
| po           | primair onderwijs                                                          |
| POP          | Persoonlijk Ontwikkelings Plan                                             |
| ppc          | psycho-pedagogisch consulent                                               |
| Pres.        | president, voorzitter                                                      |
| pro          | praktijkonderwijs                                                          |
| prof.        | professor                                                                  |
| prof.em.     | professor emeritus                                                         |
| PTA          | Programma van Toetsing en Afsluiting; schoolexamen                         |
| pws          | profielwerkstuk                                                            |

## Q
| Afkorting | Betekenis(sen)            |
| --------- | ------------------------- |
| QUB       | Queens University Belfast |

## R
| Afkorting | Betekenis(sen)                                                                        |
| --------- | ------------------------------------------------------------------------------------- |
| RA        | Rijksarchief                                                                          |
| R&D       | Research & Development                                                                |
| red.      | redactie / redacteur                                                                  |
| RKD       | Rijksbureau voor Kunsthistorische Documentatie                                        |
| ROA       | Researchcentrum voor Onderwijs en Arbeidsmarkt                                        |
| roc       | regionaal opleidingencentrum                                                          |
| r.s.g.    | Rijksscholengemeenschap                                                               |
| RTC       | Remedial Teaching Center                                                              |
| RUG       | Rijksuniversiteit Groningen, Rijksuniversiteit Gent                                   |
| RUL       | afkorting van de voormalige naam van de Universiteit Leiden: Rijksuniversiteit Leiden |
| RVV       | Ruimtelijk voorstellingsvermogen                                                      |

## S
| Afkorting | Betekenis(sen)                                                                              |
| --------- | ------------------------------------------------------------------------------------------- |
| sbao      | speciaal basisonderwijs                                                                     |
| SBO       | Studie- en Beroepsoriëntering                                                               |
| SBO       | Speciaal Basis Onderwijs                                                                    |
| SBU       | Studiebelastingsuur                                                                         |
| Secr.     | secretaris                                                                                  |
| SER       | Sociaal-Economische Raad                                                                    |
| SERV      | Sociaal-Economische Raad van Vlaanderen                                                     |
| SGP       | Staatkundig Gereformeerde Partij                                                            |
| SH        | Slechthorend                                                                                |
| SI        | Système International                                                                       |
| SIOD      | Sociale Inlichtingen en Opsporingsdienst                                                    |
| SIS       | Sociaal Informatiesysteem                                                                   |
| SKEPP     | Studiekring voor de Kritische Evaluatie van Pseudowetenschap en het Paranormale             |
| SMART     | opvoedings- of management-principe; Specifiek Meetbaar Acceptabel Realistisch Tijdsgebonden |
| so        | speciaal onderwijs                                                                          |
| SOG       | Studie Ontwijkend Gedrag                                                                    |
| SON       | Snijders-Oomen niet-verbale intelligentietest                                               |
| StuFi     | studiefinanciering                                                                          |
| STV       | Sociale en technische vorming                                                               |
| SVT       | schoolvorderingentest                                                                       |
| SWP       | School Werk Plan                                                                            |
| sws       | sectorwerkstuk                                                                              |

## T
| Afkorting | Betekenis(sen)                                                         |
| --------- | ---------------------------------------------------------------------- |
| TAK       | Taal Aktie Komitee                                                     |
| TE        | tekenen                                                                |
| TEW       | Toegepaste economische wetenschappen                                   |
| TH        | Technische Hogeschool                                                  |
| TIMSS     | Third International Mathematics and Science Study                      |
| tk        | techniek                                                               |
| TL        | theoretische leerweg                                                   |
| TNO       | Toegepast Natuurwetenschappelijk Onderzoek                             |
| TOA       | Technisch onderwijsassistent                                           |
| TOAH      | Tijdelijk onderwijs aan huis                                           |
| TOLEDO    | Toetsen en leren doeltreffend ondersteunen, elektronische leeromgeving |
| tso       | technisch secundair onderwijs                                          |
| tto       | tweetalig onderwijs                                                    |
| TUD       | Technische Universiteit Delft                                          |
| TU/e      | Technische Universiteit Eindhoven                                      |
| TSHD      | Tilburg School of Humanities and Digital Sciences                      |
| SO        | schriftelijke overhoring                                               |

## U
| Afkorting | Betekenis(sen)                                                                           |
| --------- | ---------------------------------------------------------------------------------------- |
| UA        | Universiteit Antwerpen                                                                   |
| UGent     | Universiteit Gent                                                                        |
| Ub        | Universiteitsbibliotheek                                                                 |
| UCLL      | University Colleges Leuven-Limburg                                                       |
| Ufsia     | Universitaire Faculteiten Sint-Ignatius Antwerpen, nu opgegaan in Universiteit Antwerpen |
| ULB       | Université Libre de Bruxelles                                                            |
| ULg       | Université de Liège                                                                      |
| ulo       | uitgebreid lager onderwijs                                                               |
| UT        | Universiteit Twente                                                                      |
| UU        | Universiteit Utrecht                                                                     |
| UvA       | Universiteit van Amsterdam                                                               |

## V
| Afkorting | Betekenis(sen)                                                                  |
| --------- | ------------------------------------------------------------------------------- |
| VAO       | Voortgezette Academische Opleiding                                              |
| vavo      | voortgezet algemeen volwassenenonderwijs                                        |
| vbo       | voorbereidend beroepsonderwijs                                                  |
| VCOS      | Vlaams Centrum voor Onderwijsgebonden Sport                                     |
| VCOV      | Vlaamse Confederatie van Ouders en Onderwijsverenigingen                        |
| VDAB      | Vlaamse Dienst voor Arbeidsbemiddeling en Beroepsopleiding                      |
| VGST      | Vereniging van Gereformeerde Studenten in Twente                                |
| VITO      | Vlaams Instituut voor Technologisch Onderzoek                                   |
| VIZO      | Vlaams Instituut voor het Zelfstandig Ondernemen (opleidingsinstituten: Syntra) |
| VKI       | Von Karman Institute                                                            |
| VLHORA    | Vlaamse Hogescholenraad                                                         |
| VLIR      | Vlaamse Interuniversitaire Raad                                                 |
| VLOR      | Vlaamse Onderwijsraad                                                           |
| vmbo      | voorbereidend middelbaar beroepsonderwijs                                       |
| vmbo gl   | vmbo gemengde leerweg                                                           |
| vmbo-t    | vmbo theoretische leerweg                                                       |
| vmbo bb   | vmbo basisberoepsgerichte leerweg                                               |
| vmbo kb   | vmbo kaderberoepsgerichte leerweg                                               |
| vo        | voortgezet onderwijs                                                            |
| VOET      | Vakoverschrijdende eindtermen                                                   |
| VOOD      | Vakoverschrijdende ontwikkelingsdoelen                                          |
| VOT       | Voorlopige Ondertoezichtstelling (jeugdrecht)                                   |
| VSK       | Vlaamse Scholieren Koepel                                                       |
| VSKO      | Vlaams Secretariaat van het Katholiek Onderwijs                                 |
| vso       | voortgezet speciaal onderwijs (Nederland)                                       |
| vso       | vernieuwd secundair onderwijs (Vlaanderen);                                     |
| VTB       | Verbreding Techniek Basisonderwijs                                              |
| Vr        | Vrijstelling                                                                    |
| VU        | Vrije Universiteit Amsterdam                                                    |
| VUB       | Vrije Universiteit Brussel                                                      |
| vve       | voor- en vroegschoolse educatie                                                 |
| VVKBaO    | Vlaams Verbond van het Katholiek Basisonderwijs                                 |
| VVKBuO    | Vlaams Verbond van het Katholiek Buitengewoon Onderwijs                         |
| VVKHO     | Vlaams Verbond van het Katholieke Hogescholen                                   |
| VVKSO     | Vlaams Verbond van het Katholiek Secundair Onderwijs                            |
| VVL       | Vereniging van Vlaamse Leerkrachten                                             |
| vwo       | voorbereidend wetenschappelijk onderwijs; Vlaamse Wiskunde Olympiade            |

## W
| Afkorting | Betekenis(sen)                                       |
| --------- | ---------------------------------------------------- |
| WAIS      | Wechsler Adult Intelligence Scale                    |
| WEB       | Wet Educatie en Beroepsonderwijs                     |
| WENK      | (Hogeschool voor) Wetenschap en Kunst                |
| WISC      | Wechsler Intelligence Scale for Children             |
| wo        | wetenschappelijk onderwijs                           |
| WPPSI     | Wechsler Preschool and Primary Scale of Intelligence |
| WUR       | Wageningen Universiteit and Researchcentre           |
| WS        | Wetenschappen                                        |

## X
| Afkorting | Betekenis(sen) |
| --------- | -------------- |

## Y
| Afkorting | Betekenis(sen) |
| --------- | -------------- |

## Z
| Afkorting | Betekenis(sen) |
| --------- | --- |
| ZMLK      | zeer moeilijk lerende kinderen                                                                                          |
| ZMOK      | zeer moeilijk opvoedbare kinderen                                                                                       |
| Zobest    | Zelfonderzoek belangstelling en studierichtingen; een belangstellingsvragenlijst in verband met studie- en beroepskeuze |